# Tout pour tous
Tout pour tous ist das vierte Studioalbum der Punkband Brigada Flores Magon aus Paris. Es wurde 2007 von Machete Records, Fire and Flames und PIAS Distribution veröffentlicht. Als Gastsänger treten u. a. Mathieu und Solen der Punkband Brixton Cats in Erscheinung. Das Album enthält als Hidden Track eine Coverversion  des Stücks "What´s my name" der Londoner Punkband The Clash. Die Aufnahmen wurden im Mai und Juni 2007 eingespielt und von Lucas "Blasty" Chauvière produziert. Das Mastering erledigte Benjamin Joubert. Der CD liegt eine Bonus-DVD mit dem Titel "Un bout de route" bei. Diese enthält einen Videomitschnitt des Konzerts der Gruppe auf dem Lemovice Antifa Fest im Jahr 2005, die Dokumentation "Un bout de route" sowie Interviews mit den Band-Mitgliedern.

## Titelliste
1. Ras les murs – 4:02
2. Chien de guerre – 2:31
3. Violence – 3:09
4. Black bloc revenge – 2:48
5. Fire – 3:59
6. Fashion scum – 2:52
7. Genova libera – 3:13
8. Police – 2:18
9. Bienvenue en enfer – 2:27
10. Ils veulent nous tuer – 3:53
11. Jamais – 3:26
12. La rage au corps + Hidden Track: What´s my name – 6:04